# Eljor Iszmuchamiedow
Eljor Muchitdinowicz Iszmuchamiedow (ros. Эльёр Мухитдинович Ишмухаме́дов; ur. 1 maja 1942) – radziecki i uzbecki reżyser filmowy i scenarzysta. Zasłużony Działacz Sztuk Uzbeckiej SRR.

## Wybrana filmografia
- 1963: Spotkanie (Свидание)[2]
- 1966: Tkliwość (Нежность)[2]
- 1969: Zakochani (Влюблённые)[2]
- 1974: Spotkania i rozstania (Встречи и расставания)[2]
- 1976: Ptaki naszych nadziei (Птицы наших надежд)[2]

## Odznaczenia
- Zasłużony Działacz Sztuk Uzbeckiej SRR
- Zasłużony Artysta Uzbeckiej SRR (1969)
- Ludowy Artysta Uzbeckiej SRR (1983)